# Deparia unifurcata
Deparia unifurcata är en majbräkenväxtart som först beskrevs av Bak., och fick sitt nu gällande namn av Masahiro Kato. Deparia unifurcata ingår i släktet Deparia och familjen Athyriaceae. Inga underarter finns listade.